# Lalit Upadhyay
Pour les articles homonymes, voir Upadhyay.
Lalit Kumar Upadhyay (en hindi : ललित कुमार उपाध्याय) est un joueur indien de hockey sur gazon qui joue comme attaquant pour l'équipe nationale indienne. Il faisait partie de l'équipe indienne qui a remporté la médaille de bronze aux Jeux olympiques d'été de 2020.